# Pretty Vicious
Pretty Vicious — валлійський рок-гурт із Мертир-Тідфіла, Уельс, створений у 2014 році. Група привернула увагу публікацій, зокрема NME і Paste. У 2018 році гурт підписав контракт з Big Machine Records. Під лейблом були випущені сингли «Move» і «Are You Entertained». 12 липня 2019 року вийшов їхній дебютний альбом Beauty of Youth.
У заяві від 23 жовтня 2019 року, гурт оголосив, що вони розпадаються а потім знову з'являться, як нова группа, але без фронтмена Бреда Ґріффітса, який у 2019 році взяв перерив у виступах з гуртом через проблеми зі здоров'ям.
Останній концерт гурту відбувся 17 січня 2020 року, за участі Джо, учасника гурту Himalayas, який допомагав у шоу.

## У масовій культурі
Пісня «Are You Ready For Me» була використана для саундтреку гри Square Enix Life Is Strange: Before the Storm, а трек «Ain't No Fun» є частиною офіційного саундтреку Dirt 4.

## Дискографія

### Студійні альбоми
- Beauty of Youth (2019)

### Сингли
- "Are You Ready For Me" (2015)
- "It's Always There" (2015)
- "National Plastics" (2015)
- "Just Another Story" (2015)
- "Blister" (2016)
- "Ain't No Fun" (2017)
- "Move" (2018) - Випущено 3 серпня,[10] #30 Mainstream Rock Songs[11]
- "Are You Entertained?" (2018) - Випущено 26 жовтня [12]
- "These Four Walls" (2019) - Випущено 25 січня.[13]

### ЕР
- Cave Song (2016)